# Amelia Țigănuș
Amelia Țigănuș (n. 11 martie 1984, Galați, România) este o scriitoare română, stabilită în Spania, activistă pentru drepturile femeilor și stoparea traficului de persoane. Este cunoscută pentru cartea Revolta curvelor. De la victimă la activist (în spaniolă La Revuelta de las putas), publicată în 2021, în care prezintă propria poveste în lumea prostituției și susține combaterea traficului de femei și fete.

## Date biografice
Amelia Țigănuș s-a născut într-o familie din clasa muncitoare, în Galați. Condițiile precare și mediul defavorizant au contribuit la devenirea ei într-o prostituată, la vârsta de 17 ani, când a fost vândută unui proxenet spaniol pentru 300 de euro. Potrivit propriilor declarații, Amelia a fost violată în grup în drum spre școală la vârsta de 13 ani, moment care i-a schimbat viața. Lipsa informațiilor, condiția ei de minoră, lipsa sprijinului familial și stigmatul societății au fost factori care au contribuit decisiv la evoluția vieții ei ulterioare.
Inițial a fost prostituată în Alicante, fiind transferată în peste 40 de bordeluri, pe care le numește „lagăre de concentrare”, timp de mai bine de cinci ani. Din 2007 s-a stabilit în Țara Bascilor.

## Activism

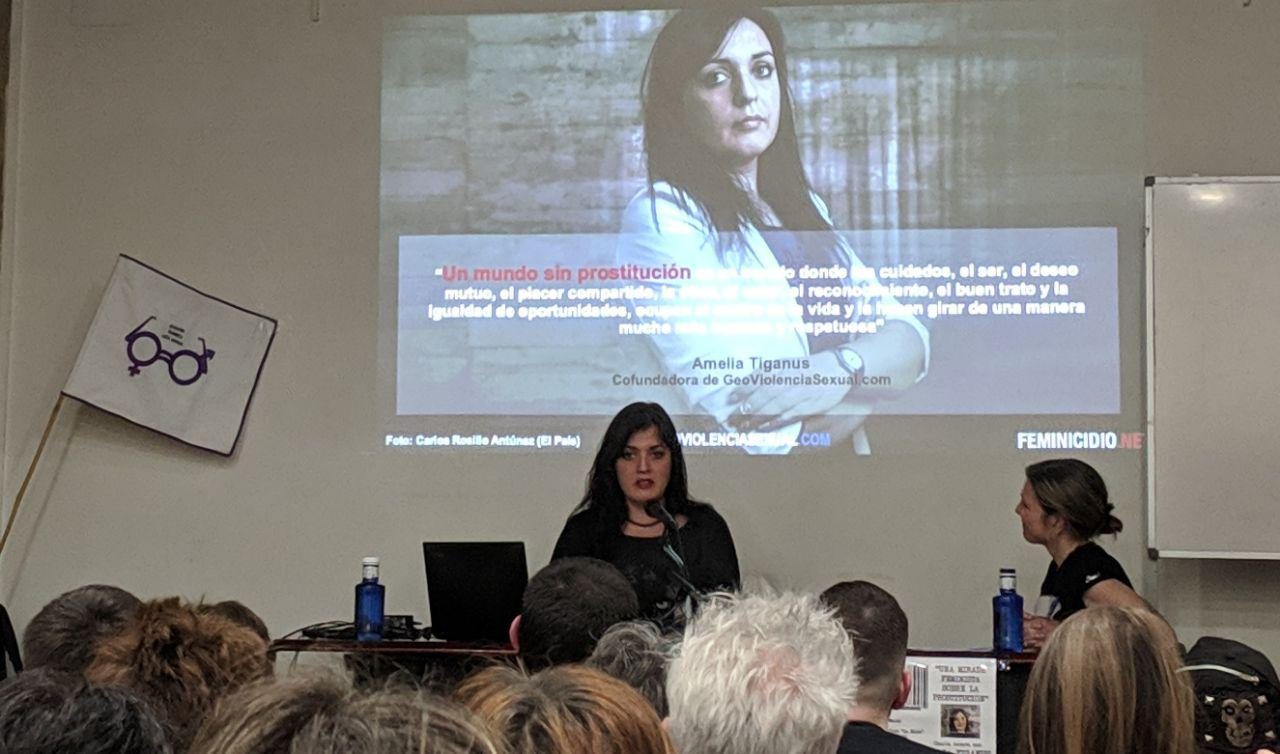
Amelia Țigănuș

După ce a abandonat fizic prostituția, Amelia s-a confruntat cu traume psihologice multiple. O soluție de a face față situației a fost implicarea în activismul feminist și studierea liniilor teoretice ale feminismului. Astfel, începând cu anul 2015, pe portalul web Feminicidio.net, a coordonat timp de trei ani proiectul de prevenire a consumului de prostituție și a extins atelierele de conștientizare a implicațiilor reale ale acestui fenomen. A participat la numeroase conferințe organizate atât în Spania, cât și în America Latină, unde a susținut prelegeri despre propria ei experiență și a militat pentru drepturile femeilor prin discursuri despre abolirea prostituției.
Este membră în EHMA – Euskal Herriko Mugimendu Abolizionista (Mișcarea Aboliționistă din Țara Bascilor). În 2021 a fost unul dintre fondatorii asociației „Emargi”, dedicată luptei pentru un viitor fără exploatare sexuală și reproductivă a femeilor și fetelor din perspectiva sa locală, națională și internațională. Amelia a declarat că, atâta timp cât femeile vor fi exploatate sexual oriunde în lume, nu se poate vorbi despre egalitate între femei și bărbați, de justiție socială și de progres al civilizației.

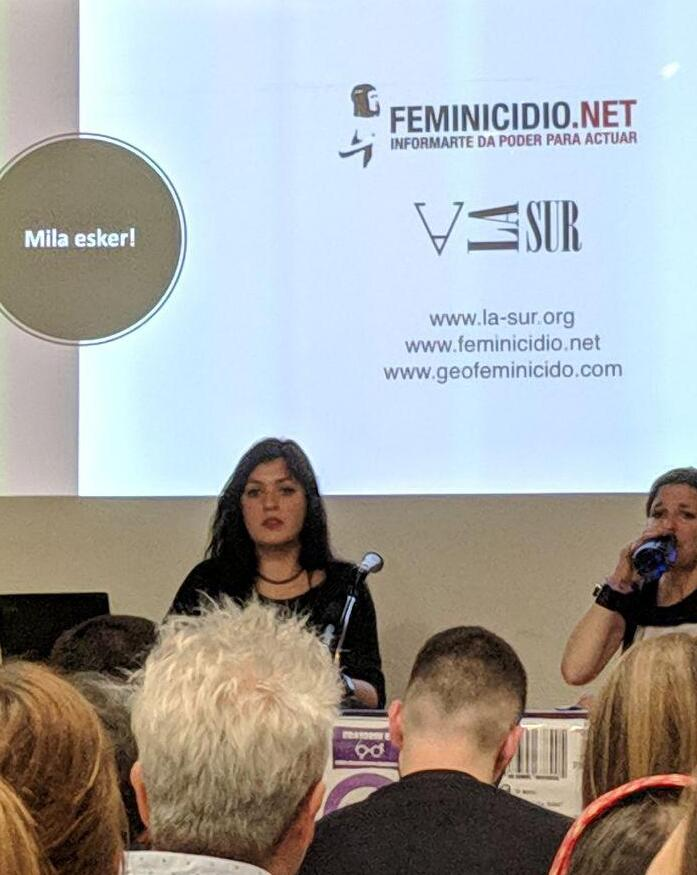
Amelia Țigănuș, discurs public

În 2021, a fost publicat volumul de benzi desenate Amelia, historia de una lucha, bazat pe viața Ameliei Țigănuș, cu desene grafice semnate de Roberto García și un scenariu de Alicia Palmer și Amelia însăși, ca un instrument de conștientizare, în special în rândul tinerilor, a fenomenului prostituției. Tot în 2021, Amelia a publicat în Spania cartea La Revuelta de las putas, cu un prolog de Rosa Cobo și epilog de Carmina Serrano, volum în care, pe lângă detalii despre propria experiență, ea subliniază implicațiile politice și sociale și revendică feminismul pentru susținerea egalității între femei și bărbați. Cartea a fost tradusă în 2022 din spaniolă în limba română cu titlul Revolta curvelor. De la prostituată la activistă, de scriitorul Marin Mălaicu-Hondrari și editată și publicată de Stejărel Olaru.

## Recunoaștere
În 2019, Amelia Țigănuș a primit o recunoaștere oficială din partea Ministerului Egalității în Drepturi și Guvernului Spaniei, pentru implicarea deosebită în eradicarea violenței împotriva femeilor și combaterea traficului de persoane.
De asemenea, i-a fost acordată în Alicante o recunoaștere din partea Casa de la Dona de Xirivella, asociație care militează pentru egalitate, drepturile femeilor și eliminarea discriminării de gen, distincție ce i-a fost acordată Ameliei pentru discursurile susținute la Universidad Miguel Hernández de Elche despre prostituție și condiția femeii în mediile defavorizate. Tot în 2019, o altă asociație spaniolă pentru drepturile femeilor și egalitatea între femei și bărbați, Tertulia Feminista Les Comrades, i-a decernat distincția onorifică Comadre de Oro, pentru implicarea ei activă în sprijinul femeilor victime ale violenței și ale traficului de persoane.